# Michel Pinseau

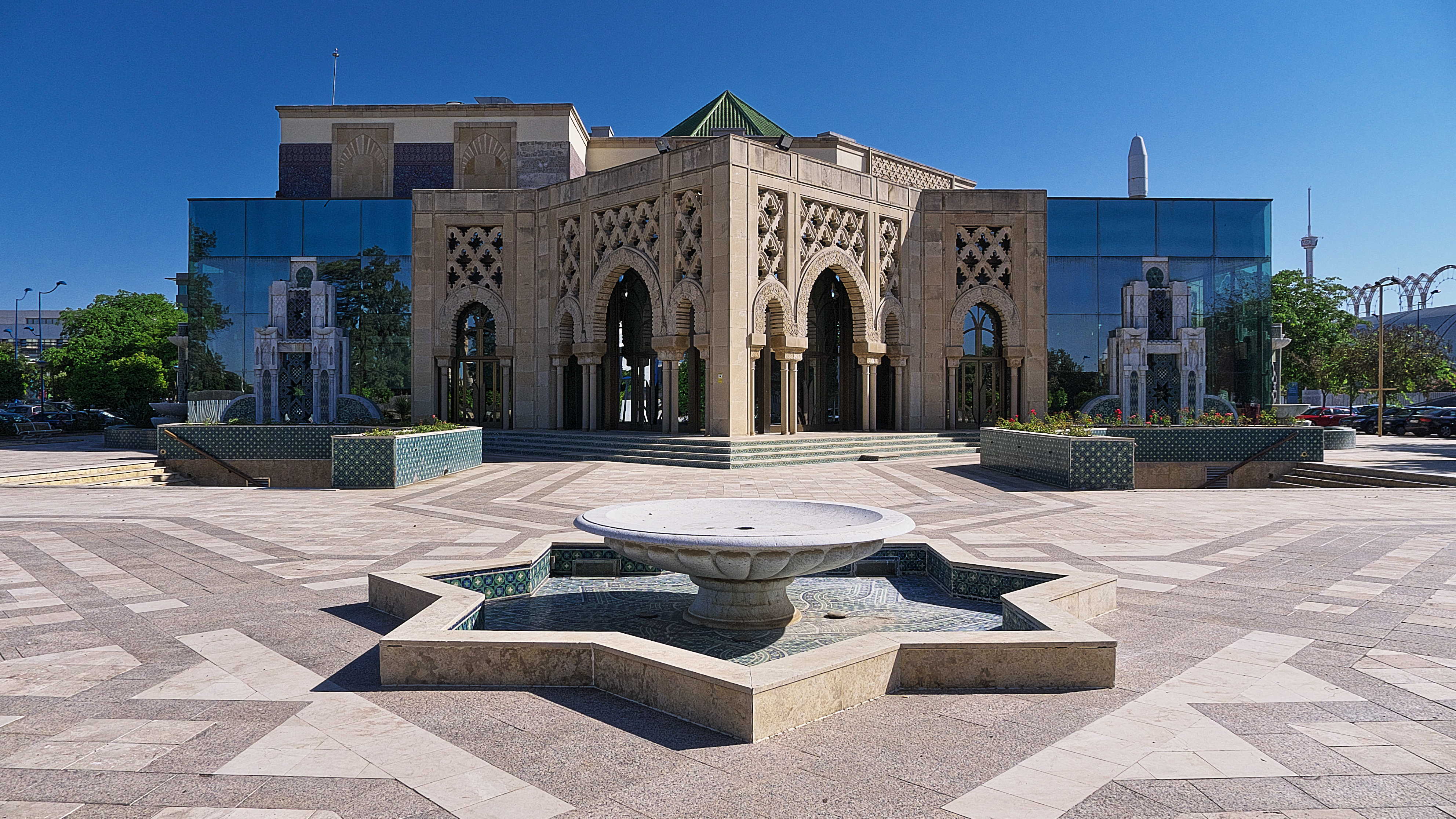
Padiglione del Marocco all'Expo 1992 a Siviglia.

Michel Pinseau (Morez, 8 febbraio 1926 – Parigi, 15 settembre 1999) è stato un architetto francese, conosciuto per aver progettato il più alto minareto esistente al mondo (all'epoca della sua costruzione) nella Moschea di Hassan II di Casablanca.

## Biografia
Pinseau si laureò in architettura presso la École nationale supérieure des beaux-arts di Parigi nel 1956. Lavorò poi a diversi progetti nella capitale francese specialmente nell'area dei Champs-Elysées.
Egli è noto per aver progettato la moschea intitolata al re Hassan II del Marocco. Dopo un incontro fra Pinseau ed il re, avvenuto negli anni settanta, egli iniziò a realizzare diversi altri progetti in territorio marocchino. Realizzo inoltre il padiglione del Marocco per l'Expo 1992 a Siviglia.